# بطولة كاريوكا 1944
بطولة كاريوكا 1944 هو موسم من بطولة كاريوكا. فاز فيه نادي فلامنغو.